# 拒墙堡
拒墙堡是明长城山西段的边堡，与镇羌堡、拒门堡、助马堡共称为塞外四堡。原称作“拒羌堡”。明嘉靖二十四年（1545）添设，以和弘赐诸堡相犄角。
拒牆堡遗址位於山西大同市新榮區，堡口今已甚殘破，僅拱南門尚殘存。
1. ↑  中国历史大辞典·历史地理卷编纂编委会. . 上海: 上海辞书出版社. 1996.08: 393. ISBN 7-5326-0299-0.